# Chao-Phraya-Staudamm
Der Chao-Phraya-Staudamm (Thai: เขื่อนเจ้าพระยา – Khuean Chao Phraya) ist ein Staudamm in der Provinz Chai Nat. Die Provinz Chai Nat liegt im nördlichen Teil der Zentralregion von Thailand.

## Lage
Der Chao-Phraya-Staudamm liegt im Tambon Bang Luang, Amphoe Sapphaya, südöstlich von Chai Nat an der Schnellstraße 311. Er ist von der Thailand Route 32 (Bangkok-Nakhon Sawan) gut zu erreichen. Die Länge des Dammes beträgt 238 Meter, die Höhe der Staumauer liegt bei 14 Meter. Dabei gibt es 16 Wassertore, durch die der Mae Nam Chao Phraya (Chao-Phraya-Fluss) sich aus dem Stausee ergießen kann. Eine 14 Meter breite Schleuse ist für die Schifffahrt auf dem Chao Phraya gedacht.

## Nutzung

### Wirtschaftliche Nutzung
Der Chao-Phraya-Staudamm dient während der Regenzeit als Auffangbecken für das überschüssige Wasser und sorgt so für eine gewisse Minderung der jährlichen Überflutungen im südlichen Zentralthailand.
In der Regenzeit können vom Chao-Phraya-Staudamm mehr als 2.300 m³ Wasser pro Sekunde abfließen.

### Kraftwerk
Die installierte Leistung des Kraftwerks beträgt mit zwei Turbinen 12 MW. Die Jahreserzeugung liegt bei 61,75 Mio. kWh.

### Freizeit
Die Umgebung des Staudamms ist bei der regionalen Bevölkerung als Ausflugsziel sehr beliebt. Dies führte dazu, dass in der Nähe des Staudamms auch ein Golfplatz errichtet worden ist, der vom thailändischen Bewässerungsamt (Irrigation Department) betrieben wird.
Auch kommen Vogelliebhaber auf ihre Kosten: viele Vogelarten beleben während der Sommermonate die Landschaft, von denen man eine ganze Reihe im nahe gelegenen Vogelpark Chai Nat (Bird Park) studieren kann.

## Baugeschichte
Der Chao-Phraya-Staudamm war der erste große Staudamm, der in Thailand fertiggestellt wurde. Der Bau wurde auf Veranlassung von König Bhumipol Adulyadej (Rama IX.) begonnen im Jahr 1952 und dauerte vier Jahre. Im Jahr 1957 (dem Jahr 2500 nach buddhistischer Zeitrechnung) wurde die Anlage eingeschaltet.
Der Bau kostete etwa 1,4 Milliarden Baht.

## Impressionen

Chao-Phraya-Staudamm bei Chai Nat
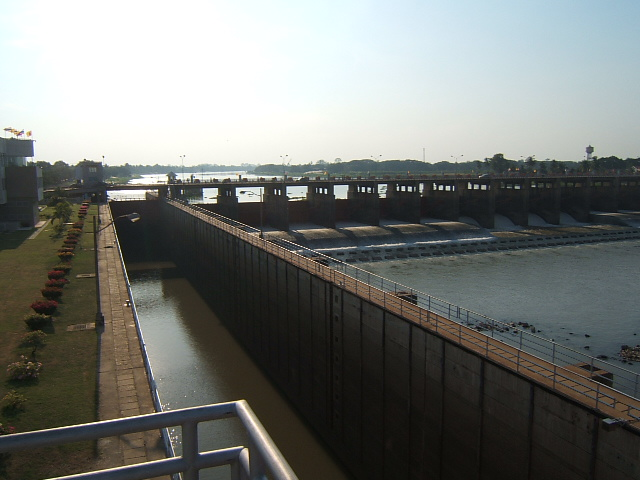
Sicht flussaufwärts
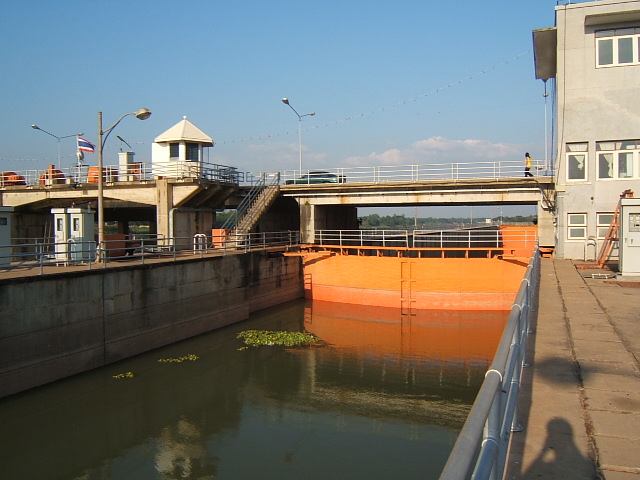
Die Schleuse
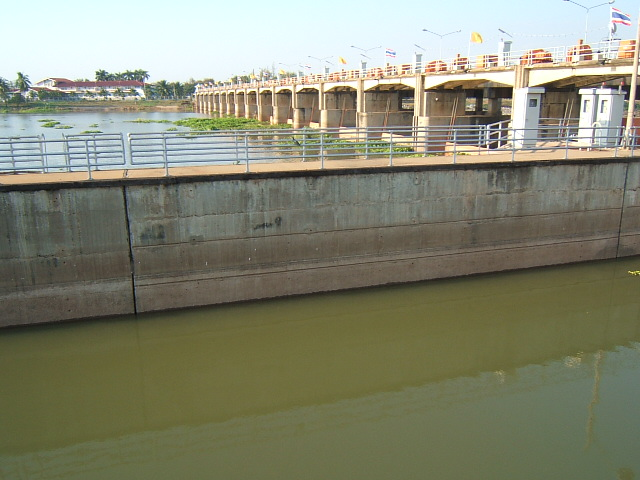
… von der Seite des Stausees gesehen